# 大谷和夫
大谷 和夫（おおたに かずお、1946年6月18日 - 2008年5月18日）は、東京都出身の作曲家・編曲家、キーボーディスト。

## 人物
スタジオ・ミュージシャンとして様々なアーティストの演奏に参加するほか、楽曲提供も行う。また、ロックバンド「SHŌGUN（ショーグン）」のメンバーとして、同バンドの楽曲の大半を編曲している。
2008年5月18日午後12時9分（JST）、入院先の東京都内の病院で死去。死因は明らかにされていないが、親交のあった歌手の西城秀樹はガンの告知を受けていたとしている。葬儀は近親者のみで執り行われた。
『火曜サスペンス劇場』では25年間の長きにわたって劇中音楽を担当。
『検事・朝日奈耀子』でも劇中音楽を担当し、2008年以後も大谷の楽曲が使用されていた。

## 主な作曲楽曲
- SHŌGUN「Lonely Man」（芳野藤丸との共作）、「Puzzle」「風の時間」

## 主な編曲楽曲
- 浅香唯「夏少女」「一人ぼっちのランデブー」「その気☆不思議」「渚のセカンド・デイト」「WEEKEND GIRLS」「星空のディスコティック」「ひとりぼっちの卒業式」「April Dreamer」「Don't You Know?」「贈りもの」
- アラン・タム 「Feel like a million」「Fighting Man」「Friend of mine」「Friend of mine (duet with Jackie Chan)」「Midnight rider」「午夜騎士」「欠了你」「甘い嘘」「命途戰士」「夏の寒風」「夏日寒風」「夏日寒風（Special Club Mix）」「帰らぬ青春 〜誰可改変〜」
- 杏里「CAT'S EYE（Single Version）」「Dancing with the sunshine」
- 石川秀美「初恋通信」「水色のカナリア」「禁じられた恋の島」「海のスケッチ」「あなたがNo.1」「トマト色Dreaming」「Jumpin' in the Season」「涙のペーパームーン」「Hey! ミスター・ポリスマン」「さざ波」「渚のビーナス」「熱風」「感じてPiPi」「女優」「SERIOUS PAGES」「スキャンダラス・アイズ」「Get Away」「PLEASURE NIGHT」「RISKY TIMING」
- 石川ひとみ「ためらい」「好・き･･････」「マリンブルーに溶けないで」「マリー」「問わず語り」「ひとりじめ」
- 岩崎良美「赤と黒」「「涼風」「あなた色のマノン」「恋するローレライ」「学生たちの森」「夏のたより」「Ring-a-Ding」「私の名はアリス」モーニング コール」「赤いアンブレラ」「ウキウキWalkin'」「旅立つ少女」「クライマックス」　「ためらい」「田園交響楽」「You Love Me, I Love You」「まぶしい扉」
- 大沢逸美「ダンシング・レディ」
- 大西結花「MY POLESTAR」「チューリップの蕾」「彼の右手はラブ・ジャック」「星屑を髪に飾って」「瞳 輝いて」
- 甲斐智枝美「枯葉天使」「めざめてキス・ミー」「踊り子」
- 影山ヒロノブ「IT WAS 30 YEARS AGO」（ウルトラマン生誕30周年記念曲）
- 加藤健「Pretty Doughnuts」
- 河合その子「雨のメモランダム」
- 北原佐和子「さむい夏」「ガラスの世代」「秋の恋人たち」
- 京本政樹「海岸線ストーリー」「流されて・・・」「口づけさえも」「ため息のリプライズ」「Love Is a Tenderness」「心に吹く風」「しのび哀」
- 工藤夕貴「シンデレラ・リバティもへっちゃら」
- 倉田まり子「さよならレイニー・ステーション」
- 近藤真彦「情熱☆熱風・せれなーで」「あばよ ポニーテール」「Hey Girl」「愛を抱きしめて」
- 西城秀樹「YOUNG MAN (Y.M.C.A.)」「ギャランドゥ」「Do You Know」「心で聞いたバラード 」「ロンリー・ダンサー」「Try Today」「アメイジング・ガール」「スウィート ソウル アクション」「夏の妹」「HONEY」「リアル・タイム」「センチメンタル・モーテル」「Winter Blue」「ROOM NUMBER 3021」「Love is Beautiful」
- 榊原郁恵「あなたは｢おもしろマガジン｣」「危険がテ･マ･ネ･キ」
- 真田広之「青春の嵐（ハリケーン）」「愛よ炎に染まれ」（映画『燃える勇者』主題歌）
- C-C-B「空想Kiss」「不自然な君が好き」「ないものねだりのI Want You」「霧のミステイク」「Here Comes The C-C-B」「ジェラシー」「悲しすぎるね」「Too Yong」「毎晩、悪夢が落ちてくる」「Happy Birthday  and I Love You」「B・I・N・G・O」「展覧会の絵」「C-Moonセレナーデ」「ROSE &PAIN」「Cyber-Commander」
- SHŌGUN「男達のメロディー」「Lonely Man/Bad City」ほか多数
- 少年隊「ハロー!」
- スラップスティック「シュラシュシュNo.1！」「夕陽のジェニー」「トニーに気をつけろ」「幻の少女」「太陽のパーティー」「G.S.ハリケーン」「青山レイニー・ナイト」「ピンクの部屋で恋をしないか？」「霧の中のロンリーシチィ」「白銀伝説」「ハートでノックダウン」「ヘイ・ヘイ・ダーリン」「ロリータ」「メチャ メチャ LOVE YOU」「野ばらの坂道」「愛しのジェニファー」「愛の逃亡者」「哀愁のブルー・ギター」「赤い靴の少女」「ホッピング・セブンティーン」「アンコール」「浮気なリンダ」「サマー・メモリーズ」「キャラメル・デート」「避暑地の恋」「君にWANT YOU!」「夕陽のメロディー」「LADY FISH」「流星ハイウェイ」「DOWN TOWN」「裸足でShakin'」「大銀河（エータ伝説）」「8月の都会」
- スリーライツ「流れ星へ」（美少女戦士セーラームーンSS挿入歌）
- 高田みづえ「原宿メモリー」「悲しきロンリーガール」「チャイナ・ライツ(China Lights)」
- 田原俊彦「恋＝Do!」「空とぶハート」「グッドラックLOVE」「ラブ・シュプール」「双子座の恋人達」「ピエロ」「エル・オー・ヴイ・愛・N・G」「チャールストンにはまだ早い」「ストリート・ブルース」「光るレディ」「カタリナが恋人」「恋は Nazo Nazo」「サマーポーションNo.1」「スターダスト・メモリー」「ラストキッスで決めさせて」「レイニー・ハーモニー」「朝焼けのサーファー」「ついでのように kiss me」「双子座の恋人達」「頬に風を感じて」「あ・ら・しのLong run」「重のバラード」「浮かれてシリアス・ナイト」「アバンチュールをリザーブ」「MRS サマータイム」「ド真中を撃て!」
- つちやかおり「ニュース」
- 燕奈緒美・真由美「瞳は宇宙（コスモス）」（ワンダービートS前期オープニングテーマ、後期エンディングテーマ）
- 富田靖子「オレンジ色の絵葉書」
- ドリーミング「アンパンマンのマーチ」
- 中森明菜「ダウンタウンすと〜り〜」「ひとかけらのエメラルド」「Bon Voyage」「薔薇一夜」
- 中山美穂「STARLIGHT VACATION」「けんか友達」「あ・そ・び」「白いはがき」「You're My Only Shinin' Star」「Thinking about you〜あなたの夜を包みたい〜」
- 長山洋子「雲にのりたい」
- 早見優「急いで!初恋」
- 原日出子「青いラプソディー」「無風都市」
- 藤井一子「Bad Girl」（広東語：陳慧嫻）「モーニング・コール」「わがままマーメイド」「エトワール」「夢であなた」「渚のうわさ」
- 本田美奈子.「Temptation（誘惑）」「ハーフムーンはあわてないで」「Sold out」「リボンがほどけない」「スケジュール」「JOE」「YOKOSUKAルール」「HELP」「Oneway Generation」「心のアラーム響かせて」
- 松本典子「春色のエアメール」
- 松本良「Snow Town」
- 松本友里「SAYONARAを止めて」「飛んで火にいる恋の虫」
- 水谷麻里「地上に降りた天使」「幸福になろーね」
- 南野陽子「土曜日3時ステラ・ホテル」「カリブへ行きたい」「どうやって愛したらいいの？」「眠り姫の不幸」「SPLASH」「天使のアーチェリー」
- 山口百恵「マホガニー・モーニング」「ギャルソン・アミ」「喰べられてしまった獏」「Jigsaw Puzzle」「神様のおぼし召し」「幕間の風景」「恋は千里眼」
- 渡辺桂子「H-i-r-o-s-h-i」「赤道直下型の誘惑」「第II少女期」
- 渡辺典子「花の色」

## 映像音楽
- 探偵物語（1979年 - 1980年） ※SHŌGUNが演奏しているため、クレジット上はSHŌGUN名義。
- プロハンター（1981年） ※ゴーストとしての参加で、クレジット上はクリエーション名義。
- ときめきトゥナイト（1982年 - 1983年）
- キャッツ・アイ[3]（1983年 - 1985年、2023年[4]）※第1シリーズでは「探偵物語」「プロハンター」の劇伴を多数流用。『ルパン三世VSキャッツ・アイ』は『ルパン三世』とのコラボレーションであるため、大野雄二の楽曲と併用。fox capture planが編曲を担当。
- ガラスの仮面（1984年）
- 必殺仕事人V・激闘編（1985年 - 1986年） ※同番組の出演者でもあった京本政樹との共作。実際の作品では平尾昌晃の楽曲と併用されており、クレジット上は平尾の単独名義になっている。
- 悪魔島のプリンス 三つ目がとおる（1985年）
- セーラー服反逆同盟（1986年 - 1987年）
- 結婚物語（1987年） ※続編の「新婚物語」（1988年 - 1989年）も担当。
- 愛の若草物語（1987年）
- ベイシティ刑事（1987年 - 1988年）
- 27才・LOVE気分（1988年）
- 美味しんぼ（1988年 - 1993年）- 1シリーズ + 特別編２作品
- カルロス（1991年）
- わたしとわたし ふたりのロッテ（1991年- 1992年）
- 半七捕物帳（1992年 - 1993年）
- BE-BOP-HIGHSCHOOL（1994年）
- 火曜サスペンス劇場
  - 受験地獄・東大受験 その朝めざまし時計が鳴らなかった（1982年）
  - 松本清張の交通事故死亡1名（1982年）
  - 弁護士・高林鮎子（1986年 - 2005年）
  - 監察医・室生亜季子（1986年 - 2007年）
  - 女動物医事件簿（1990年 - 1991年）
  - 松本清張スペシャル・家紋（1990年）
  - 浅見光彦ミステリー第8作『琵琶湖周航殺人歌』（1990年）
  - 殺意の団欒（1990年）
  - 松本清張作家活動40年記念・ゼロの焦点（1991年）
  - 松本清張作家活動40年記念・たづたづし（1992年）
  - 松本清張スペシャル・山峡の湯村（1992年）
  - 松本清張スペシャル・影の地帯（1993年）
  - 刑事・鬼貫八郎（1993年 - 2005年）
  - 取調室（1994年 - 2003年）
  - 松本清張スペシャル・留守宅の事件（1996年）
  - 松本清張スペシャル・鬼畜（2002年）
- 土曜ワイド劇場
  - 検事・朝日奈耀子（2003年 - 2017年）
- 松本清張ドラマスペシャル・黒の回廊（2004年）

## 関連書籍
- DU BOOKS『ニッポンの編曲家　歌謡曲／ニューミュージック時代を支えたアレンジャーたち』（川瀬泰雄・吉田格・梶田昌史・田渕浩久 著）2016年　ISBN 978-4-907583-79-8